# Municipio de Hickory Grove (condado de Scott)
El municipio de Hickory Grove (en inglés: Hickory Grove Township) es un municipio ubicado en el condado de Scott en el estado estadounidense de Iowa. En el año 2010 tenía una población de 649 habitantes y una densidad poblacional de 7,08 personas por km².

## Geografía
El municipio de Hickory Grove se encuentra ubicado en las coordenadas 41°38′34″N 90°43′31″O / 41.64278, -90.72528. Según la Oficina del Censo de los Estados Unidos, el municipio tiene una superficie total de 91.71 km², de la cual 91,7 km² corresponden a tierra firme y (0,01 %) 0,01 km² es agua.

## Demografía
Según el censo de 2010, había 649 personas residiendo en el municipio de Hickory Grove. La densidad de población era de 7,08 hab./km². De los 649 habitantes, el municipio de Hickory Grove estaba compuesto por el 98 % blancos, el 0,77 % eran asiáticos, el 0,62 % eran de otras razas y el 0,62 % eran de una mezcla de razas. Del total de la población el 0,77 % eran hispanos o latinos de cualquier raza.